# Zhangou
Zhangou (kinesiska: 展沟) är en köping i östra Kina. Den ligger i Lixin härad i staden Bozhou i provinsen Anhui, omkring 140 kilometer nordväst om provinshuvudstaden Hefei. Antalet invånare är 25357. Befolkningen består av 11 789 kvinnor och 13 568 män. Barn under 15 år utgör 23,0 %, vuxna 15-64 år 64 %, och äldre över 65 år 12,0 %.